# Італійське економічне диво

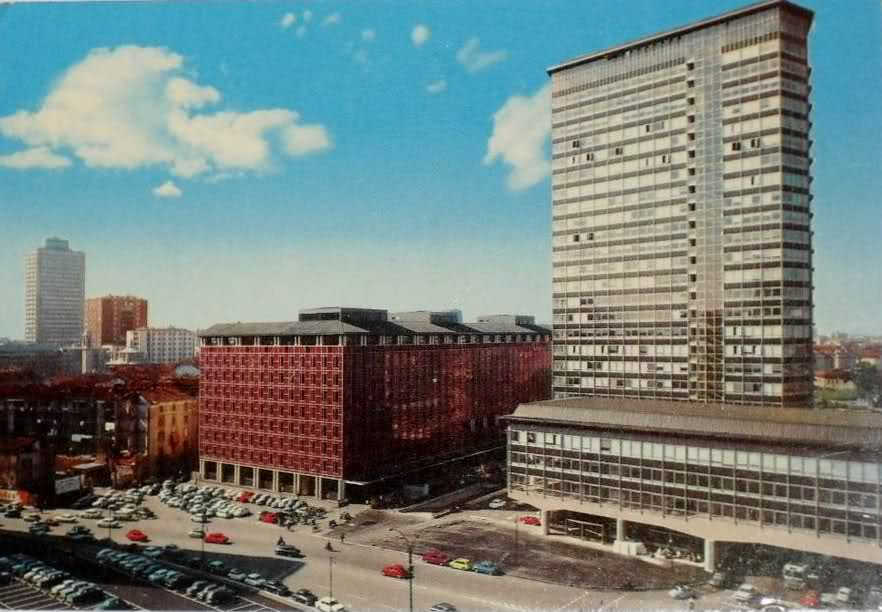
Центр Мілана в 1960-х

Італійське економічне диво (італ. il miracolo economico, або boom economico) — період швидкого економічного зростання в Італії між серединою 1950-х і серединою 1970-х, в ході якого економіка країни з аграрно-індустріальної перетворилася в одну з найбільш індустріалізованих у світі й увійшла до  світових лідерів.

## Передумови

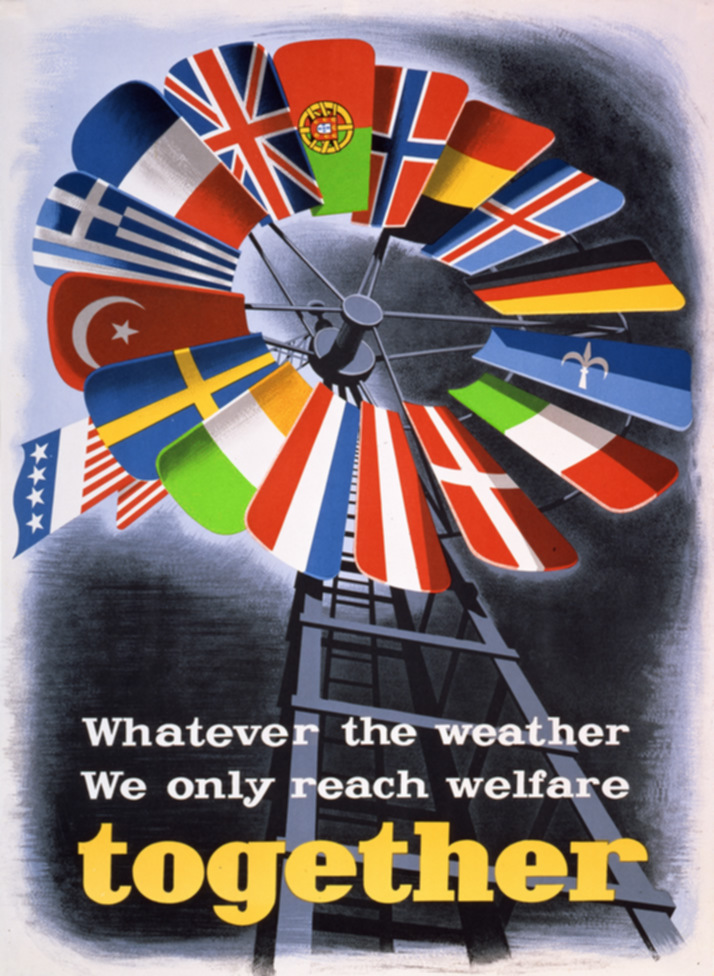
Постер, що рекламував план Маршалла у Європі.

З Другої світової війни Італія вийшла серед найбільш постраждалих і зруйнованих європейських країн. «Il boom» став модернізацію економіки і її розвитком до рівня однієї з найбільших економік світу. Рушіями економічного буму стали передбачення і економічна кмітливість італійських підприємців, а також виявлення родовищ метану і гідрокарбонатів на Паданській рівнині, що дало поштовх до нового розвитку чорної металургії. Підйому італійської виплавки сприяла також допомога США, що надавалася відповідно до плану Маршалла і прямувала на відновлення основних галузей промисловості. Головною метою цих вливань був розвиток індустріальних галузей економіки до такого рівня, який дозволив би їм бути конкурентоспроможними на просторі Спільного Ринку.

## Період економічного дива

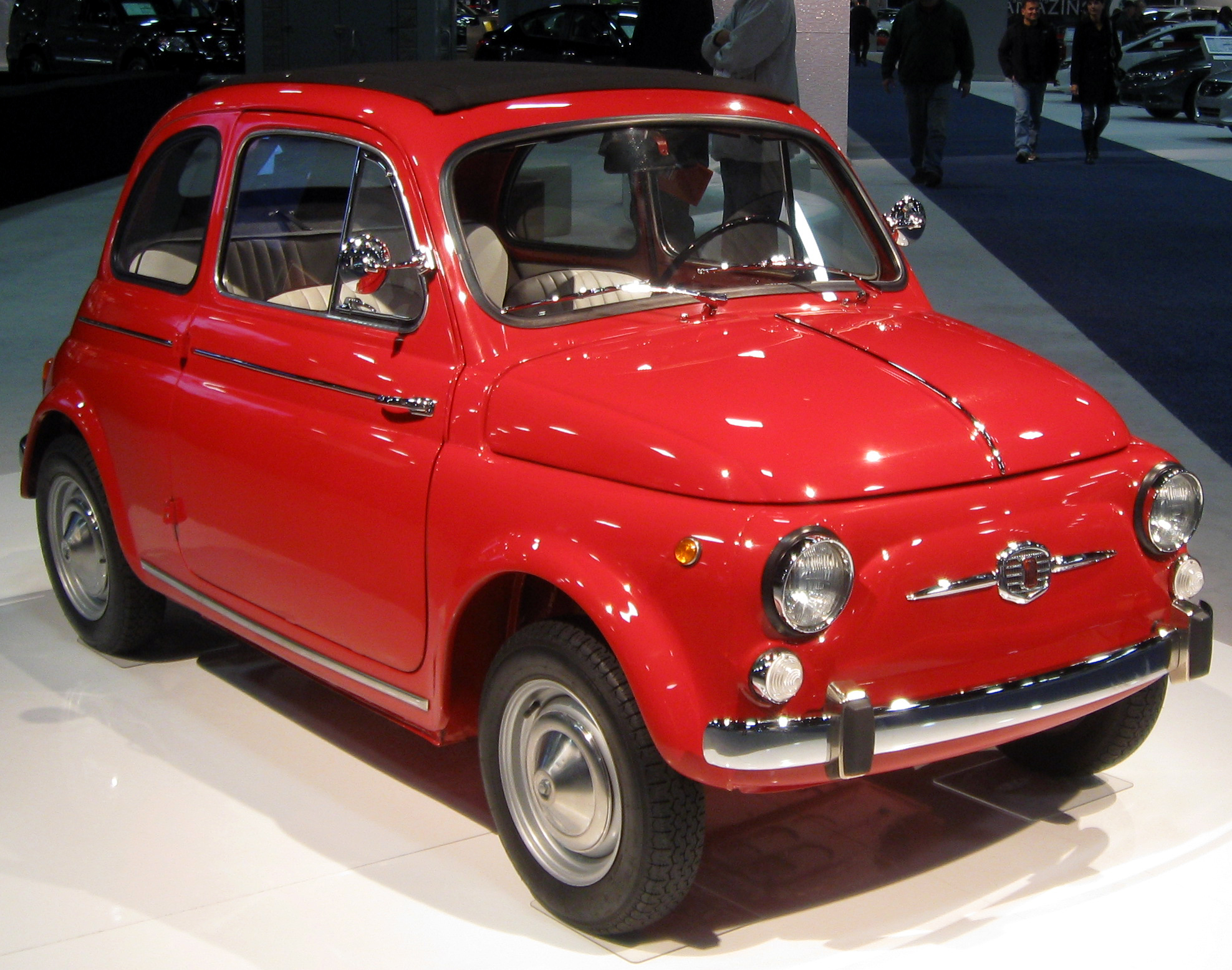
Автомобіль ФІАТ 500, випущений у 1957 році, вважається символом італійського економічного дива.

З початку 1950-х років Італія вступила в період виключно швидкого індустріального розвитку, обганяючи за темпами середньорічного приросту виробництва промислової продукції всі європейські країни, а в світовому масштабі поступаючись лише Японії.
У 1959, 1960, 1961 і 1962 роках економічне зростання досягло відповідно 6,4%, 5,8%, 6,8% і 6,1% ВВП. У період 1957-1960 років середній річний приріст індустріального виробництва становив 31,4%. Ще більш вражаюче зростання показували такі галузі:
- Автомобілебудування - 89%,
- Точне машинобудування - 83%,
- Виробництво  штучних волокон - 66,8%.

Разом, за період з 1953 року по 1962 рік обсяг промислового виробництва в Італії зріс утричі.
Корейська війна (1950-1953) і пов'язана з виробництвом танків і літаків потреба в сталі надали додаткове прискорення італійському індустріальному і економічному зростанню. З 1964 року в середньому зростання становило 8% щорічно , а в найбільш розвинених індустріальних містах Півночі (Мілан,  Генуя, Турин) розвиток йшов іще швидшими темпами. Основною продукцією стали:
- Модний одяг і взуття (в основному Мілан),
- Друкарські машинки (фірма Оліветті)
- пральні машини,
- Автомобілі (ФІАТ, Ламборгіні, Мазераті, Феррарі),
- Обладнання,
- Бензин.

Італія почала стабілізувати імпорт і експорт. 
У 1950—1951 pp. було досягнуто довоєнного рівня у виробництві. Наступні 10 років середній приріст у промисловості дорівнював 10 %. В цілому за цей час виробництво виросло удвічі. 3/4 промислового виробництва становила продукція машинобудування, автомобілебудування, хімії тощо. Італія з аграрної країни перетворилася на індустріально-аграрну передову державу. Швидкому економічному розвиткові — італійському "економічному диву" — сприяли такі фактори:
- аграрна реформа, яка активізувала попит на машини, будматеріали тощо для сільських фермерів, що зумовило розширення внутрішнього ринку;
- рішуче звільнення промисловості від непродуктивних затрат завдяки ліквідації корпоративної системи та автаркії;
- оновлення основного капіталу та кредити згідно з "планом Маршалла";
- структурні зміни в економіці, спрямовані на створення нових прогресивних галузей: електротехніки, нафтохімії, автомобільної промисловості;
- раціональне використання патентів та ліцензій;
- вступ Італії до "Спільного ринку" сприяв створенню кон'юнктури для ряду галузей промисловості та сільського господарства;
- дешевизна робочої сили (у пошуках роботи та заробітків у 1946—1966 pp. країну покинуло 6 млн. чол.);
- низький рівень військових витрат, оскільки армія значною мірою утримувалася за рахунок коштів, що надходили зі США.

Слід також мати на увазі, що державне втручання у приватний сектор мало суто економічний характер, було спрямоване на підтримку всіх секторів народного господарства.
Післявоєнні економічні труднощі зумовили швидке впровадження системи державно-монополістичного капіталізму (ДМК), яка в Італії, зокрема, проявилася також в існуванні гігантських державних об'єднань, таких як ІРІ (Інститут промислової реконструкції) та ЕН1 (Національне управління рідкого палива). В умовах Італії, де витав дух економічної корпоративності, а проблема палива й багатьох видів сировини тісно пов'язана з імпортом, наявність значної державної власності була певною мірою виправдана. У цьому плані монополізм ІРІ та ЕНІ (на підприємствах, які ними контролювалися, видобувалося і вироблялося 80 % залізної руди, 90 % чавуну, 70 % сталі, 25 % продукції машинобудування, 75 % природного газу, 100 % штучного каучуку) оцінити однозначно не можна. Проблемою для Італії, з іншого боку, стало те, що продукція італійських державних підприємств була неконкурентоспроможною на західних ринках і збувалася, як правило, в соціалістичних країнах Східної Європи.

## Наслідки "економічного дива"
Наслідки "економічного дива" в цілому для Італії були позитивними. Щорічний ріст виробництва з 1951 по 1974 р. у середньому становив 7,5 %, а в приватних компаніях він був ще вищим. Прибуток останніх у середньому щорічно зростав на 30 %. Однак "диво" не ліквідувало та й не могло ліквідувати всі проблеми італійського суспільства. Зарплата працюючого в Італії, попри її певне зростання, усе ж залишилася дещо нижчою, ніж в інших високорозвинутих країнах Європи. Кількість безробітних ніколи не опускалася нижче 1 млн. чол. Розроблений у 1956 р. "план Ваноні" так і не привів до цілковитої інтеграції економіки Півдня в загальну економічну систему. Значні диспропорції між Північчю і Півднем продовжували зберігатися. Відмінності мали місце не тільки в рівні економічного розвитку, а й у психології людей. Якщо на Півночі працювали в поті чола, то на Півдні багато хто прагнув жити на нетрудові доходи.

### Соціальні наслідки "економічного дива"
Зростання виробництва, з одного боку, і нестабільна обстановка в суспільстві, з іншого, сприяли становленню соціальної політики, характерної в цілому для правової демократичної держави. її невід'ємними компонентами стали ацієндалізм (безплатна роздача акцій працівникам підприємств як винагорода за сумлінну працю, внаслідок чого вони ставали співвласниками), патерналізм (специфічні форми турботи адміністрації підприємств про робітників, що виявлялося в різного роду преміях, подарунках, спеціальних виплатах тощо), будівництво дешевого житла, створення дитячих установ, преміальні за співробітництво з підприємцями тощо. Це була політика, спрямована на досягнення гармонії та консенсусу в суспільстві з метою запобігання соціальних вибухів, які не раз потрясали Італію в минулому і, крім втрат та біди, нічого не приносили ані підприємцям, ані найманій робочій силі.
Враховуючи ситуацію, соціалісти зробили цілком логічний висновок про остаточну стабілізацію капіталізму, необхідність консенсусу та співробітництва усіх суспільних верств і в 1956 р. відмовилися від пакту єдності з комуністами, що був підписаний у 1946 p., вийшли з гри, яку продовжували комуністи та неофашисти. Це особливо характерно для 1955—1960 pp., коли склалася аморфна партійна структура урядів. Спроба уряду правого демохристиянина Тамброні встановити у 1960 р. владу сильної руки викликала масовий рух протесту, внаслідок чого уряд Тамброні уже 18 липня подав у відставку. Однак це не привело до стабілізації ситуації у країні. Постійно давала себе знати наявність сильних крайніх флангів. Комуністи штовхали суспільство в бік лівої диктатури, неофашисти — правої.
Як засіб зменшення соціальної напруженості в Італії, усунення найбільш кричущих суперечностей, правлячі кола, насамперед демохристияни, широко використовували реформізм. Політиці реформізму сприяли система державного регулювання, а також католицька церква. Так, в енцикліці (посланні) папи Іоанна XXIII "Матер і магістра" ("Мати і наставниця") від 14 липня 1961 p., де йшлося про необхідність дотримання принципу недоторканності приватної власності, водночас містилася критика на адресу існуючого суспільства і заклики до держави активніше втручатися в економічне життя.
Політику реформізму, яка ініціювалася демохристиянами, активно підтримували італійські соціалісти всіх напрямів і течій, котрі остаточно відмовилися від революції як засобу вирішення стратегічних завдань суспільства. Об'єктивно цьому сприяли фактори, породжені новітньою ринковою економікою, — економічне піднесення, науково-технічний прогрес, активна соціальна політика. Саме у цьому Ненні вбачав передумову краху всієї стратегії революційного руху. Він наголошував, що за умов існування ДМК держава не є диктатурою буржуазії, як стверджували комуністи, а навпаки, підтримує соціальну рівновагу сил між класами. Звідси, вважав Ненні, участь в уряді відкриває можливості для соціалістичних перетворень. У 1963 р. соціалісти увійшли до складу уряду демохристиянина Альдо Моро, що спричинило розкол в Італійській соціалістичній партії. її крайнє ліве крило оформилося в Італійську соціалістичну партію пролетарської єдності (ІСППЄ), що схилялася до союзу з комуністами. Лівоцентристський уряд Моро (ХДП — партія центру, ІСП — ліва) проіснував до 1968 р. У 1966 р. соціал-демократи та соціалісти створили Об'єднану соціалістичну партію, яка через три роки розкололася на СП і СДП. Остання повністю перейшла на позиції анти комунізму. Такі метаморфози в партійно-політичному просторі не були чимось новим, часто-густо залежали від політичної кон'юнктури у країні. Об'єднання і роз'єднання політичних партій — явище досить поширене, особливо в Італії.
У міжнародному плані в 60-х роках пожвавилися економічні контакти з країнами Східної Європи, в тому числі з СРСР. У 1966 р. обидві держави підписали угоду про будівництво автомобільного заводу в Тольятті — ВАЗу. Радянський Союз зобов'язувався розплачуватися за італійську допомогу природним газом.
У зовнішньополітичному плані Італія, ставши членом усіх західноєвропейських структур, проводила політику, що відповідала інтересам демократичних країн світу і була спрямована на забезпечення миру та безпеки в Європі та світі. Так, у 1968 р. міністр закордонних справ Аминторе Фанфані висловився за мирне врегулювання у В'єтнамі.